# Межиріцька сотня
Межиріцька сотня (власне Першомежиріцька сотня та Другомежиріцька сотня) - адміністративно-територіальна та військова одиниця Сумського полку. Сотенний центр – місто Межиріч (тепер село Межиріч Лебединського району Сумської області) на річці Псел. 

## Історія
Відоме як Городницьке городище, де 1626 базувався московський сторожовий пост. 
Після делімітації польсько-московського кордону 1647, було повторно заселене українськими переселенцями – переважно з правобережного села Межиріч (тепер Канівського району Черкаської області). Колонізація фактично завершена 1660. 
Обидві сотні утворені з моменту осадження міста. 
Ліквідовані 1765 через анексію Московією Слобідської України.

### Сотники межиріцькі
- Штепа Іван Юрійович – 1-ї сотні (?-1670 – 1685-?);
- Мартинов (Мартинович) Лук’ян – 2-ї сотні (?-1683 – 1685-?);
- Марков Андрій (Алфьоров Андрій Маркович) – N-ї сотні (?-1693 – 1708-?; 20-і рр. XVIII ст.?);
- Голуб Семен Андрійович – N-ї сотні (з 1698-1700-?);
- Шияновський Христофор – N-ї сотні (?-1709-?);
- Святогоренко (Святогор-Штепін) Василь – N-ї сотні (1-а чверть XVIII ст.);
- Олексій Яковлєв (Якович) – N-ї сотні (?-1732-?);
- Лук’янов Василь – 1-ї сотні (?-1740-і; ?-1755-1756-?);
- Селеховський Степан Андрійович – 2-ї сотні (05.12.1754 – 1758, 1765);
- Перепьолкін Яків Васильович, поручик – N-ї сотні (28.07.1758 – 1762-?).

### Старшини та урядники
- Селеховський Степан Андрійович – підпрапорний (26.02.1752 – 05.12.1754);
- Василь Хвеськін Дука (?-1683-?) – сотенний писар;
- Бубза Федір (?-1683-?)– городовий отаман;
- Вечірка (?-1741-?) – городовий отаман.